# I guardiani di Ga'Hoole - La cattura
I guardiani di Ga'Hoole - La cattura (titolo originale Guardians of Ga'Hoole: The Capture) è un romanzo fantasy per ragazzi del 2003 di Kathryn Lasky. È il primo libro della collana de I guardiani di Ga'Hoole ed è stato pubblicato in italiano per la prima volta nel 2006.
L'autrice è un'appassionata dei gufi e anni fa incominciò una ricerca sulla loro vita.
Invece che scrivere un libro di divulgazione, i gufi divennero fonte di ispirazione per questo libro fantasy; è stata selezionata per il Newbery Honor e ha ricevuto molti premi, come il The Washington Post Children's Guild Award e il Boston Globe Horn Book Award per la non-fiction.

## Trama
Soren è un barbagianni (Tyto alba) nato nel Regno della Foresta dei Tyto. È cresciuto con i suoi genitori, Noctus e Marilla, un fratello maggiore di nome Kludd e con la sig.ra Plithiver (chiamata anche signora P.) la serpe cieca governante del nido. Inoltre all'inizio del libro nella sua famiglia nasce una sorellina, Eglantine. Mentre i genitori di Soren sono in una battuta di caccia, Kludd spinge Soren fuori dalla cavità del nido, la sig.ra Plithiver tenta di cercare aiuto, ma Kludd la blocca. Spoorn, un Assiolo di Kennicott (Megascops kennicottii) rapisce Soren e lo porta con lei. Durante il viaggio numerosi gufi, che portano negli artigli dei piccoli, si aggiungono , tra cui Grimble, una Civetta capogrosso (Aegolius funereus), che è in possesso di un piccolo Elfo dei cactus (Micrathene whitneyi) di nome Gylfie. Presto Soren e Gylfie raggiungono l'accademia di St. Aegolius per gufi orfani. Qui i gufi sono "numerati" (Soren è il numero 12-1, Gylfie è il numero 25-2 e Ortensia, un Allocco Maculato Americano (Strix occidentalis) è il numero 12-8); sottoposti all'abbaglio lunare, che li stordisce e gli fa perdere personalità e volontà; ed infine gli viene vietato di fare domande. Alcuni gufi vengono chiamati con il loro vero nome, altri con il loro numero. Dopo poco che Soren e Gylfie stanno a St. Aegolius, a quest'ultima viene in mente un'idea per evitare l'abbaglio lunare: dormire all'ombra delle sporgenze di roccia e non sotto la luna. Il secondo giorno Soren e Gylfie devono fare di nuovo la marcia sotto la luna e, grazie al piano di Gylfie la scampano, ma il terzo giorno, 47-2, un Assiolo di Kennicott (Megascops kennicottii), scopre che Soren e Gylfie marciavano sul posto sotto l'ombra, allora, i due, vengono portati nella stanza della "Scottatura Lunare", che fortunatamente riescono ad evitare parlando delle Leggende di Ga'Hoole. Mentre escono fanno finta di essere intontiti dalla scottatura, ma in realtà erano perfettamente lucidi.
Successivamente Gylfie vede Ortensia (una femmina di gufo che a causa di una deformazione delle penne non può volare), addetta alla cova delle uova nell'Ovarium, mentre dà uno di questi ad un'Aquila di mare dalla testa bianca (Haliaeetus leucocephalus) , allora Gylfie si domanda il perché. Così quest'ultima e Soren vanno a trovare Ortensia e scoprono che lei aveva evitato l'abbaglio lunare come loro. Purtroppo Skench, un Gufo virginiano (Bubo virginianus), Spoorn e Jatt e Jutt, due Gufi comuni (Asio otus) scoprono quello che Ortensia fa con le uova e la buttano giù da un burrone.
Così, l'unica speranza per i due è Grimble. Questo, dopo aver visto che entrambi i gufetti non avevano subito l'effetto dell'abbaglio, rivela che anche lui non è sottoposto a questo, e che obbedisce a gli ordini dei gufi di St. Aggie solo perché gli avevano promesso di risparmiare la sua famiglia.
Egli aiuta Soren e Gylfie a fuggire, insegnandoli a volare, e rivela che lo scopo di St'Aegolius è di avere il potere su ogni regno dei gufi.
Proprio appena Soren e Gylfie spiccano il volo, Grimble, viene scoperto e ucciso da Skench e Spoorn.
Successivamente i due, conosceranno prima Twilight, maschio di Allocco di Lapponia (Strix nebulosa), poi Digger, maschio di Civetta delle tane (Athene cunicularia) e infine Soren ritroverà la signora Plithiver.
Soren, Twilight, Streak e Zan, coppia di Aquile di mare dalla testa bianca, riescono ad uccidere Jatt e Jutt nel deserto di Kuneer.
Soren, Gylfie, Twilight, Digger e la signora Plithiver partono per il leggendario albero di Ga'Hoole, nominato in molte leggende del regno dei gufi.

## Edizioni
Pubblicato nel 2006 da Mondadori Junior nella collana Fantasy (tradotto da Raffaella Belletti).